# Ludwik Tripplin
Ludwik Tausilion Tripplin (ur. 1814 w Kaliszu, zm. 8 maja 1864 w Tomaszowie Mazowieckim) – dziennikarz, pisarz, autor pierwszego polskiego pitawala.

## Pochodzenie
Był młodszym synem Fryderyka Chrystiana Ludwika Tripplina (1774–1840), filologa klasycznego, bibliotekarza, profesora szkół średnich, oficera wojsk napoleońskich, i Fryderyki Julianny Wilhelminy z baronów Horn (ur. 6 listopada 1787 w Królewcu, zm. 15 października 1862 w Tomaszowie Mazowieckim). Jego rodzina była pochodzenia hugenockiego i był wyznania ewangelicko-reformowanego. Jego starszym bratem był Teodor Tripplin, miał też siostrę Klotyldę Tusneldę (1819-1906) zamężną od 1846 za Fryderykiem Janem Rosenfeldem.

## Wykształcenie i działalność kulturalna
Nie wiadomo gdzie studiował. Był potem nauczycielem i członkiem warszawskiego komitetu cenzury oraz redaktorem dziennika „Korespondent”.
Jest autorem pierwszego polskiego pitawala pt. „Tajemnice społeczeństwa wykryte w sprawach kryminalnych krajowych i Zagranicznych” (Wrocław 1852), wydanego w sześciu tomach.
W 1854 roku przeniósł się z rodziną do Tomaszowa Mazowieckiego, gdzie umarł w randze radcy dworu. Został pochowany w Tomaszowie na tamtejszym cmentarzu ewangelickim obok rodziców. Jego nagrobek uległ zniszczeniu po 1945 roku.

## Rodzina
Był dwukrotnie żonaty. Jego żoną była Laura Kaczorowska z którą miał kilkoro dzieci (katolików) z wyjątkiem najstarszego syna, ochrzczonego w wyznaniu ojca:
- Leontynę (ur. 23.10.1839[1]), od 1857 roku żonę generała wojsk rosyjskich Adalberta Edwarda Szebeko (ur. ok. 1815)[2] i matkę polityków II Rzeczypospolitej: Ignacego i Józefy Szebeko.
- Anielę (ur. 23.10.1839[1] - zm. 22.03.1908), literatkę, dziennikarkę, pochowaną na cmentarzu powązkowskim w Warszawie.
- Arweda Fryderyka Alfonsa (ur. 19.11.1842[3])
- Franciszka Ksawerego (23.05.1850 Warszawa[4]-1914 Warszawa[5]) ożenionego od 1881[6] z Jadwigą Krzesińską.